# آمي بنتلي
آمي بنتلي هي أستاذة دراسات الغذاء في قسم التغذية ودراسات الأغذية في كلية ستينهاردت للثقافة والتعليم والتنمية البشرية بجامعة نيويورك، وهي مؤسس مشارك لمختبر مزرعة الحضر بجامعة نيويورك ومدرسة المطبخ التجريبي.
أكملت درجة الدكتوراه في الحضارة الأمريكية في جامعة بنسلفانيا. اهتماماتها البحثية واسعة النطاق وتشمل التاريخ الاجتماعي والثقافي للأغذية وأنظمة الغذاء والتغذية والصحة. أسفرت اهتماماتها المتنوعة في دراسات الغذاء عن العديد من المنشورات في المجلات والكتب وعلى وسائل التواصل الاجتماعي التي تغطي مواضيع متنوعة مثل تسييس الحياة المنزلية تحت تقنين الطعام الأمريكي في الحرب العالمية الثانية لمراجعة دراسة الأنثروبولوجيا دار سيدني فحص صناعة السك.